# Municipio Huixtla
Koordinaten: 15° 8′ N, 92° 28′ W
Huixtla ist ein Municipio im Südwesten des mexikanischen Bundesstaats Chiapas. Das Municipio hat etwa 51.000 Einwohner und eine Fläche von 397,6 km². Verwaltungssitz und größter Ort des Municipios ist das gleichnamige Huixtla.
Der Name Huixtla kommt aus dem Nahuatl und bedeutet „Platz, wo es sehr viele Dornen gibt“.
Im Municipio Huixtla liegt ein Teil des Biosphärenreservats La Encrucijada.

## Geographie
Das Municipio Huixtla liegt im Südwesten des mexikanischen Bundesstaats Chiapas in der Region Soconusco am Rande der Sierra Madre de Chiapas zwischen Meereshöhe und 1600 m. Es zählt zur Gänze zur physiographischen Provinz der Cordillera Centroamericana und liegt vollständig in der hydrologischen Region Costa de Chiapas. Die Geologie des Municipios wird zu 38 % von Alluvionen bestimmt bei 30 % lakustrischen Ablagerungen und 27 % Granit, vorherrschende Bodentypen sind der Cambisol (30 %), Gleysol (29 %) und Luvisol (25 %). Etwa 48 % der Gemeindefläche dienen dem Ackerbau, gut ein Viertel ist von Wasser- und Sumpfpflanzenlandschaften eingenommen, 16 % sind Weideland.
Das Municipio Huixtla grenzt an die Municipios Escuintla, Motozintla, Tuzantán, Huehuetán, Mazatán, Acapetahua und Villa Comaltitlán sowie an den Pazifik.

## Bevölkerung
Beim Zensus 2010 wurden im Municipio 51.359 Menschen in 12.876 Wohneinheiten gezählt. Davon wurden 199 Personen als Sprecher einer indigenen Sprache registriert. Über elf Prozent der Bevölkerung waren Analphabeten. 19.263 Einwohner wurden als Erwerbspersonen registriert, wovon knapp 71 % Männer bzw. 3,8 % arbeitslos waren. 18 % der Bevölkerung lebten in extremer Armut.

## Orte
Das Municipio Huixtla umfasst 178 bewohnte localidades, von denen nur der Hauptort vom INEGI als urban klassifiziert ist. Fünf Orte wiesen beim Zensus 2010 eine Einwohnerzahl von über 1000 auf, 138 Orte hatten weniger als 100 Einwohner. Die größten Orte sind:
| Ort                 | Einwohner |
| Huixtla             | 32.033    |
| Francisco I. Madero | 01.804    |
| Colonia Obrera      | 01.427    |
| Cantón Rancho Nuevo | 01.123    |
| Cantón las Delicias | 01.062    |
| Aquiles Serdán      | 00.996    |